# Europacup I hockey vrouwen 1998
De 25ste editie van de Europacup I voor vrouwen werd gehouden van 10 april tot en met 13 april 1998 in het Engelse Slough. De hockeysters van het Duitse Rüsselsheimer RK wonnen het toernooi door in de finale het gastteam Slough HC te verslaan. De vrouwen van HGC eindigden als derde op dit toernooi.

## Uitslag poules

### Uitslag poule A
| Team                | Pnt | GS | W | G | V | DV | DT | DS |
| ------------------- | --- | -- | - | - | - | -- | -- | -- |
| 1. Rüsselsheimer RK | 9   | 3  | 3 | 0 | 0 | 8  | 0  | +8 |
| 2. Edinburgh LHC    | 4   | 3  | 1 | 1 | 1 | 5  | 5  | 0  |
| 3. Kolos Borispol   | 3   | 3  | 1 | 0 | 2 | 4  | 9  | −5 |
| 4. Real Sociedad    | 1   | 3  | 0 | 1 | 2 | 4  | 7  | −3 |

### Uitslag poule B
| Team                    | Pnt | GS | W | G | V | DV | DT | DS  |
| ----------------------- | --- | -- | - | - | - | -- | -- | --- |
| 1. Slough HC            | 9   | 3  | 3 | 0 | 0 | 14 | 3  | +11 |
| 2. HGC                  | 6   | 3  | 2 | 0 | 1 | 13 | 6  | +7  |
| 3. Donchanka Volgodonsk | 3   | 3  | 1 | 0 | 2 | 7  | 12 | −5  |
| 4. HF Lorenzoni         | 0   | 3  | 0 | 0 | 3 | 2  | 15 | −13 |

## Poulewedstrijden

### Vrijdag 10 april 1998
- A Russelsheimer - Kolos Borispol 4-0
- A Edinburgh Ladies - Real Sociedad 2-2
- B Slough Ladies - Donchanka V 6-1
- B HGC - HF Lorenzoni 7-0

### Zaterdag 11 april 1998
- A Russelsheimer - Real Societad 2-0
- A Edinburgh Ladies - Kolos Borispol 3-1
- B Slough Ladies - HF Lorenzoni 4-0
- B HGC - Donchanka V 4-2

### Zondag 12 april 1998
- A Real Societad - Kolos Borispol 2-3
- A Russelsheimer - Edinburgh Ladies 2-0
- B Donchanka V - HF Lorenzoni 4-2
- B HGC - Slough Ladies 2-4

## Finales

### Maandag 13 april 1998
- 4A - 3B Real Societad - Donchanka V 2-4
- 3A - 4B Kolos Borispol - HF Lorenzoni 4-0
- 2A - 2B Edinburgh Ladies - HGC 1-4
- 1A - 1B Russelsheimer - Slough Ladies 3-2

## Eindstand
1. Rüsselsheimer RK
2. Slough HC
3. HGC
4. Edinburgh LHC
5. Kolos Borispol
6. Donchanka Volgodonsk
7. HF Lorenzoni
8. Real Sociedad

## Kampioen
| Europacup I 1998           |
| -------------------------- |
| Rüsselsheimer RK 2de titel |